# Luigi Nono

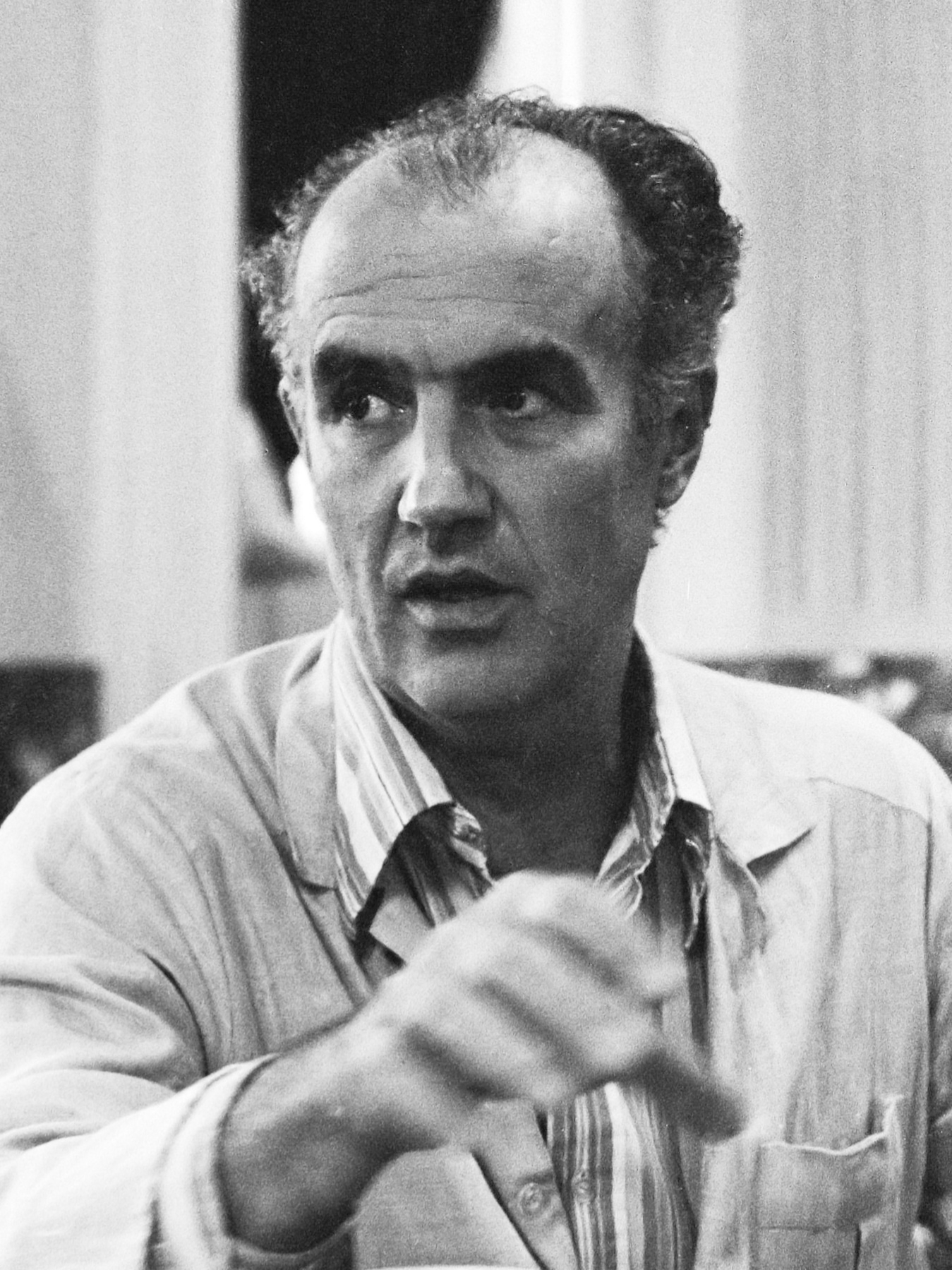
Persconferentie van Luigi Nono in verband met de opera "Al gran sole carico d'amore" (13 juni 1979)

Luigi Nono (Venetië, 29 januari 1924 – aldaar, 8 mei 1990) was een Italiaanse componist. Zijn werken werden vooral veel in Duitsland uitgevoerd.
Hij studeerde aan het Conservatorium te Venetië, waar hij kennismaakte met de dodecafonie. (Hij huwde Schönbergs dochter Nuria in 1955). Hij ontpopte zich tot toonaangevend componist van elektronische, aleatorische en seriële muziek.

## Duitse tijd
In 1950 nam hij deel aan de "Internationale Ferienkurse für neue Musik" in Darmstadt, waar hij componisten als Edgar Varèse en Karlheinz Stockhausen ontmoette. Werken uit deze periode zijn: 
- Polifonica-Monodica-Ritmica (1951), de première werd verzorgd door een andere leraar van hem: Hermann Scherchen;
- Tombeau voor Federico García Lorca (1952-1953),
- La victoire de Guernica (1954) en
- Liebeslied (1954).

In toenemende mate verwierp hij de analytische benadering van het serialisme om de nadruk te leggen op de integriteit van het muzikale fenomeen als zodanig:
- Incontri (1955),
- Il canto sospeso, (1955-1956),
- et Cori di Didone (1958).

## Socialisme en communisme
Nono was socialist. In 1952 werd hij lid van de communistische partij. Zijn avant-garde muziek was een revolte tegen de bourgeois-cultuur. Daarom keerde hij zich af van normale concertgenres ten voordele van opera en elektronische muziek, en bracht hij de muziek naar de fabrieken. In veel van zijn werk zijn politieke teksten verwerkt en is een duidelijke politieke strekking aanwezig: 
- Il canto sospeso (1956), gebaseerd op brieven van slachtoffers van de oorlog, bracht hem internationale faam;
- Diario polacco (1958),
- Intolleranza, (1960),
- Intolleranza (1961),
- La fabbrica illuminata (1964),
- Ricorda cosa ti hanno fatto ad Auschwitz (1966),
- Non consumiamo Marx (1969),
- Ein Gespenst geht um in der Welt (1971),
- Canto per il Vietnam (1973),
- en Al gran sole carico d'amore (1975).

## Elektronisch tijdperk
Vanaf 1956 hield hij zich in toenemende mate bezig met elektronische muziek, eerst aan de "Elektroakustische Experimentalstudio" in Gravesano (Scherchen). Elektronische muziek is verwerkt in werken als 
- Como una ola de fuerza y luz voor sopraan, piano, orkest en geluidsband (1971-1972),
- ...sofferte onde serene...; voor piano en geluidsband (1974-1977) en vooral in
- Al gran sole carico d'amore (1972-1975).

Na 1980 werkte hij in de "Experimentalstudio der Heinrich Strobel-Stiftung des Südwestfunks" in Freiburg, waar hij zich resoluut bekeerde tot live electronics. Hij interesseerde zich in toenemende mate voor de eigenschappen van de klank als zodanig. De nieuwe benadering is merkbaar in werken als
- Quando Stanno Morendeo Diario polacco nº 2 (1982),
- Guai ai gelidi mostri (1983) en
- Omaggio a Kurtág (1983),
- maar vooral in zijn laatste opera Prometeo (1984).

In dezelfde geest werkte hij aan werken 
- Fragmente - Stille, an Diotima (1980),
- Caminantes... Ayacucho (1986-1987)
- No hay caminos, hay que caminar... Andrej Tarkovskij; voor 7 instrumentengroepen (1987),
- La lontananza nostalgica utopica futura voor viool, live elektronica en lessenaars (1988),
- Hay que caminar; voor twee violen (1989).